# Bruksizm

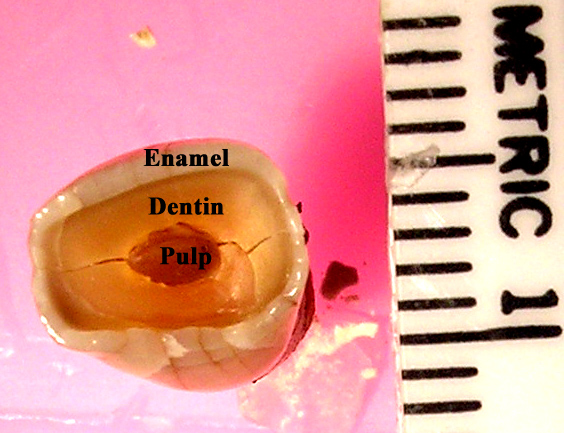
Skutki bruksizmu

Bruksizm (z gr. βρυγμός, zgrzytać zębami) – jest to powtarzalne zaciskanie lub zgrzytanie zębami oraz napinanie lub wysuwanie żuchwy. 

## Podział
Bruksizm dzieli się na dwie główne postacie:
- Bruksizm nocny – występuje w czasie snu, zwykle ma charakter rytmicznych skurczów mięśni żucia.
- Bruksizm dzienny – pojawia się w stanie czuwania, częściej w formie statycznego zaciskania zębów niż dynamicznego zgrzytania [1].

## Etiologia
Przyczyny bruksizmu nie są w pełni poznane. Do najczęściej wymienianych czynników ryzyka należą:
- stres i napięcie emocjonalne,
- zaburzenia lękowe,
- nieprawidłowy zgryz,
- przewlekłe bóle,
- zaburzenia snu (np. obturacyjny bezdech senny),
- działanie niektórych leków (np. selektywnych inhibitorów wychwytu zwrotnego serotoniny),
- używanie substancji psychoaktywnych (np. kofeiny, nikotyny, amfetaminy).[1][2]

## Epidemiologia
Na podstawie metanalizy przeprowadzonej przez doktora Zielińskiego (2024) światowa częstość występowania bruksizmu (zarówno nocnego, jak i dziennego) szacowana jest na około 22,22%. W Ameryce Północnej wynosi ona 29%, w Ameryce Południowej – 25%, w Europie – 22%, a w Azji – 19%. Globalna częstość bruksizmu nocnego wynosi 21%, a dziennego – 23%. Badania polisomnograficzne wskazują na wyższą częstość bruksizmu nocnego (43%), jednak ze względu na małą liczebność próby wyniki te wymagają potwierdzenia w przyszłych analizach. 
W populacji kobiet bruksizm nocny stwierdzono u 12% badanych, a dzienny u 17%. U dorosłych kobiet częstość bruksizmu nocnego wynosiła 15%, podczas gdy u nieletnich – 9%, co sugeruje wpływ wieku na jego występowanie w tej grupie. Bruksizm dzienny występował u 18% dorosłych kobiet i 11% nieletnich, przy czym wiek nie odgrywał tu istotnej roli. 
W populacji mężczyzn bruksizm nocny występował u 9% badanych, a dzienny u 8%. U dorosłych mężczyzn częstość bruksizmu nocnego wynosiła 8%, a u nieletnich – 9%, co wskazuje, że w tej grupie wiek nie ma istotnego znaczenia. Bruksizm dzienny obserwowano u 9% dorosłych i 6% nieletnich mężczyzn. 
Najwyższą częstość bruksizmu nocnego odnotowano w Ameryce Północnej (31%), następnie w Ameryce Południowej (23%), Europie (21%) i Azji (19%). W przypadku bruksizmu dziennego najwyższe wartości występowały w Ameryce Południowej (30%), w Azji (25%) oraz w Europie (18%). Analiza według wieku wykazała, że bruksizm nocny w Ameryce Północnej występował u 36% dorosłych i 28% nieletnich, w Ameryce Południowej u 23% dorosłych i 24% nieletnich, w Europie u 23% dorosłych i 16% nieletnich, a w Azji u 23% dorosłych i 14% nieletnich. Bruksizm dzienny występował w Ameryce Południowej u 33% dorosłych i 24% nieletnich, w Europie u 20% dorosłych i 6% nieletnich, a w Azji u 25% dorosłych i 22% nieletnich. Dane te wskazują, że wiek może być istotnym czynnikiem w występowaniu bruksizmu nocnego u kobiet, ale nie w przypadku mężczyzn. 

## Historia i rozwój badań nad bruksizmem
Termin „bruksizm” został wprowadzony przez Frohmana w 1931 roku, choć wcześniejsze próby określenia odruchu zgrzytania zębami podjął Pietkiewicz w 1907 roku, nazywając go „la bruxomanie”. Pierwsze wzmianki o tym nawyku pojawiły się już w literaturze naukowej w 1860 roku, a opisy zgrzytania zębami obecne są także w Psalmach Dawida. Wczesne obserwacje pacjentów podkreślały, że bruksizm jest nawykiem nieświadomym i dotyczy znacznej części populacji w różnych grupach wiekowych. W XX wieku, wraz z rozwojem badań stomatologicznych, zaczęto wyróżniać różne formy bruksizmu – w 1950 roku Miller zaproponował podział na bruksizm dzienny i nocny, a w 1983 roku wprowadzono rozróżnienie na bruksizm ekscentryczny i centryczny. W 1987 roku Okeson zasugerował stosowanie szyn zgryzowych w celu ograniczenia zużycia zębów. W 2013 roku Lobbezoo i współpracownicy w konsensusie dotyczącym definicji i klasyfikacji bruksizmu podkreślili jego dwie manifestacje: podczas snu i w stanie czuwania.
Z biegiem lat bruksizm opisywano jako parafunkcję o wieloczynnikowej etiologii, w dużej mierze związanej z czynnikami psychologicznymi. Przełomowe było także badanie Every’ego z 1960 roku, które sugerowało ewolucyjne znaczenie zgrzytania zębami. W 1996 roku Lavigne i współpracownicy rozpoczęli badania nad diagnozą polisomnograficzną bruksizmu, a w XXI wieku opracowano narzędzia do samooceny i oceny klinicznej, takie jak aplikacja „BruxApp” (2015) oraz narzędzie „BruxScreen” (2023). Badania nad etiologią bruksizmu wskazały na wpływ neuroprzekaźników w ośrodkowym układzie nerwowym. W 2018 roku Lobbezoo i współpracownicy zaktualizowali definicje bruksizmu, określając, że w zdrowych osobach nie powinien być on traktowany jako zaburzenie, lecz jako zachowanie, które może stanowić czynnik ryzyka lub ochronny dla niektórych konsekwencji klinicznych.

## Konsensus dotyczący bruksizmu

### Rok 2013
Do roku 2013 nie istniał pełny konsensus co do definicji i stopniowania diagnostycznego bruksizmu. W 2013 roku grupa międzynarodowych ekspertów przeprowadziła dyskusję pisemną w celu sformułowania definicji bruksizmu oraz zaproponowania systemu klasyfikacji do jego operacjonalizacji. Eksperci zdefiniowali bruksizm jako powtarzalną aktywność mięśni żuchwy, charakteryzującą się zaciskaniem lub zgrzytaniem zębami i/lub napinaniem lub wysuwaniem żuchwy. Bruksizm występuje w dwóch odmiennych porach dobowych: podczas snu (bruksizm nocny) oraz w stanie czuwania (bruksizm dzienny). W celu praktycznego zastosowania tej definicji zaproponowano system diagnostyczny obejmujący trzy stopnie pewności: „możliwy”, „prawdopodobny” i „pewny” bruksizm nocny lub dzienny. Zaproponowana definicja i system klasyfikacji mają zastosowanie zarówno w praktyce klinicznej, jak i w badaniach naukowych w dziedzinie stomatologii i medycyny.

### Rok 2018
Analizy przeprowadzone po roku 2013 wskazały potrzebę aktualizacji konsensusu. Sformułowano następujące cele: doprecyzowanie definicji z 2013 roku i opracowanie osobnych definicji dla bruksizmu nocnego i dziennego; ustalenie, czy bruksizm jest zaburzeniem, czy raczej zachowaniem stanowiącym czynnik ryzyka dla niektórych stanów klinicznych; ponowną ocenę systemu klasyfikacji z 2013 roku oraz opracowanie programu badań naukowych.
Wnioski z aktualizacji były następujące: (i) bruksizm nocny i dzienny to aktywności mięśni żucia, występujące odpowiednio podczas snu (rytmiczne lub nierytmiczne) i czuwania (charakteryzujące się powtarzalnym lub stałym kontaktem zębów i/lub napinaniem czy wysuwaniem żuchwy); (ii) u osób ogólnie zdrowych bruksizmu nie należy traktować jako zaburzenia, lecz jako zachowanie mogące stanowić czynnik ryzyka (lub ochronny) dla określonych konsekwencji klinicznych; (iii) do oceny bruksizmu można stosować zarówno metody nieinstrumentalne (w tym samoocenę), jak i instrumentalne (w szczególności elektromiografię); (iv) w przypadku osób zdrowych nie należy stosować standardowych punktów odcięcia dla stwierdzenia obecności lub braku bruksizmu, lecz oceniać aktywność mięśni żucia w kontinuum zachowania.

### Rok 2024
Podczas General Session & Exhibition 2024 Międzynarodowego Stowarzyszenia Badań Stomatologicznych, Jamy Ustnej i Czaszki (IADR) stworzono raport którego celem było: (1) przedstawienie słownika istniejących definicji bruksizmu, (2) omówienie najczęściej zadawanych pytań dotyczących tych definicji oraz (3) wskazanie kierunków dalszych badań i działań. Warsztat, w którym uczestniczyli międzynarodowi eksperci, umożliwił analizę i podsumowanie aktualnych definicji bruksizmu.
Raport zawiera słownik terminów wchodzących w skład obecnie proponowanych definicji, przegląd najczęściej zadawanych pytań oraz wskazówki dotyczące kolejnych kroków w badaniach nad bruksizmem. W ramach konsensusu postanowiono, aby dla uniknięcia dalszych nieporozumień usunąć z definicji bruksizmu nocnego i dziennego dopisek „u osób ogólnie zdrowych”. Ponadto dokonano rewizji i doprecyzowania hierarchicznej organizacji systemu klasyfikacji, proponując uwzględnienie terminów opartych na samoocenie, badaniu klinicznym oraz ocenie przy użyciu urządzeń diagnostycznych.
Według raportu zaleca się korzystanie z tej publikacji jako odniesienia przy używaniu terminologii dotyczącej definicji bruksizmu i jej składowych elementów, aby zapewnić spójność w komunikacji naukowej i klinicznej.
Przy tworzeniu raportu uczestniczył polski naukowiec profesor Mieszko Więckiewicz.

## Diagnostyka
Rozpoznanie opiera się na:
- wywiadzie medycznym,
- badaniu stomatologicznym,
- obserwacji objawów przez pacjenta lub jego otoczenie.

W diagnostyce nocnego bruksizmu można stosować polisomnografię z elektromiografią mięśni żucia.

### The BruxScreen
W 2024 opracowano ,,the BruxScreen'' to narzędzie przesiewowe stosowane w diagnostyce bruksizmu, opracowane w celu szybkiej oceny ryzyka występowania bruksizmu zarówno nocnego, jak i dziennego. Składa się z kwestionariusza samooceny, który pozwala pacjentom zgłaszać objawy związane z zaciskaniem lub zgrzytaniem zębami oraz napięciem mięśni żucia. The BruxScreen jest wykorzystywany głównie w praktyce klinicznej i badaniach epidemiologicznych jako łatwe i szybkie narzędzie do wstępnej identyfikacji osób wymagających dalszej diagnostyki.
Do tej pory nie przetłumaczone i nie zwalidowane na język polski. 

## Leczenie
Bruksizm nie zawsze wymaga leczenia, jednak w przypadkach objawowych stosuje się:
- fizjoterapię mięśni żucia,
- szyny relaksacyjne (nakładki ochronne) – chroniące zęby przed ścieraniem,
- farmakoterapię (np. leki rozluźniające mięśnie, leki przeciwlękowe – stosowane ostrożnie),
- terapię behawioralną i techniki relaksacyjne,
- leczenie chorób towarzyszących (np. bezdechu sennego).[7][1]

## Bruksizm azaburzenia układu ruchowego narządu żucia
Aktualne metanalizy (2023) i  (2025) podkreślają współwystępowanie obu jednostek. 
Średnia częstość występowania zaburzeń skroniowo-żuchwowych  wśród pacjentów z bruksizmem wynosiła 63,5%. 
Przegląd literatury z 2021 roku podkreśla jednak, że badania oparte na kwestionariuszach i samoocenie bruksizmu nocnego  wykazywały niską specyficzność w ocenie tego zaburzenia, jednocześnie wskazując na dodatnią korelację z bólami stawów skroniowo-żuchwowych. Natomiast badania instrumentalne, takie jak elektromiografia czy polisomnografia, wykazały mniejszy poziom powiązania, a niekiedy wręcz ujemny związek między bruksizmem sennym a  zaburzeń skroniowo-żuchwowych. Autorzy podkreślili, że przyszłych badaniach zaleca się traktowanie bruksizmu nocnego jako złożonego zachowania motorycznego, ocenianego w spektrum jego nasilenia, zamiast stosowania uproszczonego podejścia dychotomicznego (obecność/nieobecność).

## Objawy bruksizmu
Do najczęstszych objawów należą bóle mięśni żucia, nadwrażliwość zębów, zużycie szkliwa, bóle głowy, trudności w otwieraniu ust oraz szumy uszne. Po bruksizmie nocnym pacjenci mogą budzić się z sztywnością szyj.

## Ciekawoski
Od 2025 roku w badaniach dotyczących stawu skroniowo-żuchwowego oraz mięśni żucia zaleca się stosowanie ujednoliconych progów interpretacyjnych dla wielkości efektu. Przyjmuje się, że wartości: 0,1 dla małego efektu, 0,3 dla średniego oraz 0,7 dla dużego efektu (zarówno dla wskaźników Cohen’s d, jak i Hedges’ g) zapewniają spójność w analizie wyników.